# Deutsch Palota
Deutsch Palota (doslova Německý palác) je secesní budova, která se nachází v maďarském Segedíně. Budova, kterou navrhl architekt Mihály Erdélyi, stojí na adrese Dózsa utca 2.
Budova vznikla v letech 1900 až 1902. Její nápadnou fasádu navrhl Ödön Lechner a vychází z budovy poštovní spořitelny v Budapešti. Inspirována byla maďarským lidovým uměním. Zelenomodro-oranžová barevná kombinace byla na svou dobu považována za odvážnou; na druhou stranu však byla do jisté míry populární, neboť se objevila i u řady dalších staveb v tehdejších Uhrách, např. na Raichelově paláci v Subotici. Budovu zdobí keramika ze závodu Zsolnay z Pécsi, má bohatě zdobené balkonové zábradlí, zábradlí na schodišti a kované vstupní dveře. Dům byl považován ve své době za velmi moderní, protože byty byly vybaveny koupelnou s vanou, což v té době nebylo příliš obvyklé. Do poloviny 80. let 20. století v budově sídlilo Loutkové divadlo.